# 贾拉利
贾拉利（Jalali），是印度北方邦Aligarh县的一个城镇。总人口17451人（2001年）。

## 人口
该地2001年总人口17451人，其中男性9407人，女性8044人；0—6岁人口3176人，其中男1605人，女1571人；识字率38.61%，其中男性为49.24%，女性为26.17%。